# Torsten Billman
Torsten Edvard Billman (født 6. maj 1909 i Kullavik, død 6. april 1989 i Kungsbacka) var en svensk kunstner. Han var grafiker, tegner og monumentalmaler. Billman regnes som en af 1900-tallets største grafikere indenfor træsnit.

## Opvækst og skolegang
Billman blev født i Kullavik i det nordlige Halland. Faderen Frans Ludwig Billman (1862-1930) var skræddermester.
Frans og hustruen Maria Hultgren (1870-1953) flyttede nytåret 1909 med deres 3-årige datter, Ingegerd, fra arbejderbydelen Haga i Gøteborg til kystsamfundet Kullavik, hvor parret havde købt et hus. Begge forældre kom fra enkle forhold i Västergötland, men trods faderens fattige baggrund havde han igennem sin faglige ekspertise fået mulighed for at uddanne sig til finskrædder.
Billman kunne ikke lide at gå i skole. Søsteren Ingegerd elskede at gå i skole, uddannede sig til folkeskolelærerinde og brugte sit liv på denne gerning. Billman har senere fortalt om sine problemer med regningen. Kompensationen blev tegningstimerne, hvor han gik rundt og hjalp klassekammeraterne få styr på tegninger. Folkeskolens afgangsbevis viser stort A for emnet tegning.
I efteråret 1922 fortsatte skolegangen i Gøteborg på Nordhemsskolan og Fjällskolan. 
Faderen, Frans Billman, forsøgte at gøre sin søn interesseret i arbejdet som skrædder, men uden held.

## Sømandsårene
Den 14. september 1926 stilte den 17-årige Billman som jungmand på Svenske Lloyds lastdamper S/S Valencia. Skibet sejlede med trævarer til Middelhavet og havde sydfrugter som appelsiner med hjem. Billman ville faktisk arbejde som kullemper - en slags stik-i-dreng, som skulle fylde kulkasserne, rense fyret og hælde asken overbord mv. - men eftersom Billman ikke var fyldt 18 år, måtte han ikke varetage denne stilling. I sommeren 1927 blev han kullemper.
Billman arbejdede i 14 måneder på S/S Valencia og lærte derigennem mange af Middelhavshavnene og deres miljøer at kende. Barcelona, Marseille og Genova var særligt mindeværdige, men de nordafrikanske havnebyer Algier og Oran var fortryllende for den unge Billman.
I januar 1928 stilte han på Svenske Ostasiatiske Kompaniets gamle lastdamper S/S Nippon. Skibet gik med stykgods til Fjernøsten hvor Singapore, Hong Kong, Shanghai, Yokohama og Vladivostok var destinationer. Billman har senere berettet om, hvordan han blev dannet under denne rejse.
På S/S Nippon fik han skoletidens interesse for tegningen tilbage. Nede i fyrrummet tegnede Billman med hvidt skolekridt af arbejdskammerater og officerer på de sodsorte skud. Vægtegningerne blev et samtaleemne - ikke kun i fyrbødermessen, men på hele skibet. 
Næste skib, som Billman arbejdede på, var Rederi Transatlantics S/S Nordic, som sejlede omkring Afrika for at læsse sukker i Port Louis på Mauritius. Da Billman i februar 1929 aftrådte fra S/S Nordic, betroede han sin søster, at han ville blive kunstner. Billman havde aldrig haft til hensigt at blive kunstner men "kunsten bankede på porten".
Efter arbejde på endnu en lastdamper, S/S Benlos, hvor han arbejdede som fyrbøder, blev Billman sommeren 1929 indkaldt til flåden i Karlskrona. Billman blev krigsplaceret på panserskibet HMS Sverige som fyrbøder.

## Første træsnit og illustrationer
I efteråret 1929 besøgte Billman sin fætter på modersiden, karikaturtegneren Nils Svahn (1890-1936), på avisen Social-Demokraten i Stockholm. Billman havde vist og forklaret lidt om træsnittet for sin fætter.
I februar 1930 trådte Billman ud af flåden, for den økonomiske depression havde da også nået svensk søfart. Den arbejdsløse sømand eksperimenterede i barndomshjemmets køkken i Kullavik med at skære sine første træsnit Händer og Tørst. Efter et mislykket forsøg at komme ind på Sløjdforeningens skole i Gøteborg fik Billman i oktober 1930 en praktikplads på et reklamebureau i byen. Nogle måneder senere gik reklamefirmaet i konkurs, hvilket Billman senere har kommenteret med, "at det ikke beroede på ham".
Billman fik sin første signerede tuschtegning Vagtskifte publiceret i fagforeningsorganet Eldarens novemberudgave i 1930. Tegningen viste tuberkulosen blandt kullempere og fyrbørder. Den arbejdsløse Billmam får i 1931 også en del af sine samfundsengagerende kommentarer Tidsbilleder ind i avisen Väst-Svenska Kuriren.

## Sløjdforeningens skole i Gøteborg
Efter tvivl om hvilken bane han skulle følge, blev Billman i efteråret 1931 elev ved Högskolan för Design och Konsthantverk i Gøteborg på uddannelsen til bogillustrator. Hans lærer var Hjalmar Eldh. 
Efter to semestre blev studierne til rutine, og da pengene også manglede, blev Billman igen arbejdsløs sømand, men det var næsten umuligt at få en hyre. I juli 1932 stilte han på S/S Marie. Billman havde denne gang tegneblokke og penne med sig. Skibet sejlede til Arkhangelsk i Rusland, Santa Cruz de Tenerife, Casablanca i Nordafrika og Middelhavshavnene.
I november 1932 præsenterede Billman tegningerne fra rejsen med S/S Marie for Hjalmar Eldh. Eldh, som tidligere havde set træsnittet Händer fra tiden før Sløjdforeningen plus nogle andre træsnit fra elevtiden, rådede Billman at søge til Valands malerskole.

## Valands malerskole
Med forårsterminen i 1933 blev Billman selv på Valands malerskole. I disse år, hvor "Gøteborg-kolorismen" regerede Gøteborgs kunstliv, var Billman den eneste Valandselev som arbejdede med træsnit. Igennem sit grafiske fokus fik Billman en friere stilling overfor læreren Sigfrid Ullman (1886-1960). Billman sluttede efter tre semestre, og i efteråret 1934 flyttede han fra Kullavik ind til Nordstan i Gøteborg.
Efter studierne på Valand arbejdede Billman som avistegner af Morgontidningen i Gøteborg (1933-1940) og Göteborgs Handels- och Sjöfartstidning (1933-1940), hvor han laver illustrationer til avisernes lørdagsbilag.

## Turen til Antwerpen 1936 og de sorte og hvide træsnit
I 30'erne foretog Billman nogle rejser som kom til at betyde meget for både hans personlige som kunstnerisk udvikling. På foråret 1936 fik Billman hjælp af komponisten og Gøteborgs Kunsthalls kurator Gösta Nystroem med en stipendierejse til Antwerpen. I Antwerpen kunne han reflektere kontakten med søfarten og havnemiljøerne. Billman studerede de gamle mestre på kunstmuseerne i Antwerpen og Bruxelles. Nogle af kunstnerens klassiske træsnit med sømandsmotiver som De nymønstret (1936), Igennem Det Röde Hav - Vagtskifte i fyrrummet (1936) og Fyrbødervagt går over dæk i storm (1936/37) kom til efter Belgien-opholdet. 

## Rejser i et stadigt mere uroligt Europa
Under Parisrejserne i maj og september 1938 blev han igen stillet indenfor oplevelser, som talte sit entydige sprog om en kommende storkrig i Europa. I Paris mødte han svenske frivillige fra Den Spanske borgerkrig som var kommet op fra Barcelona. Og med rejserne igennem Nazityskland kunne den bevidste og følsomme rejsende konkludere meget om Hitlers ekspanderende terrorstat.
Foråret 1939 rejste Billman til London, hvor han indgik et skinægteskab med en tysk jødinde som derigennem blev givet muligheden at flygte videre via Sverige. Videre, den samhællsengarerede Billman cyklede i midten af august 1939 ned til Paris. Billman cyklede gennem Jylland. I Esbjerg tog Billman båd til Antwerpen. Dette var for at minimere risikoen for rejser gennem Nazityskland. I Paris forsøgte Billman at overtale sin tidligere kæreste, kunstnerinden Kristina Hedenström (født i 1910), at vende tilbage til Sverige. Omtrent en uge efter udbruddet af Anden Verdenskrig bliver Billman og de 700 tilbageværende svenskere i Frankrig evakueret fra Paris via Dieppe med båd til Gøteborg. Kristina Hedenström døde i Paris på efteråret 1943. 
Billman gjorde i 30'erne og under krigsårene kraftfulde træsnit i kampen mod fascismen og nazismen. Meget få aviser vovede publicere de ekspressive og samtidigt indsigtsfulde billeder. Se Satirarkivet - externa henvisninger. 

## De første grisailletræsnit
Billman havde allerede som elev på Valand 1933-34 søgt en teknik hvor han kunne lagre gråvalører på hinanden til en rig gråskala som gengiver den laverede tuschtegnings valørspil. Efteråret 1937 afslørede Billman i breve for kunsthistorikeren Gunnar Jungmarker ved Nationalmuseum i Stockholm - som også udgør indledningen til deres 30-årige brevkorrespondens - at han gennemgik en kunstnerisk krise hvor han følte at han var nået vejs ende med det sorthvide træsnits udtryksmuligheder. Men da det politiske engagement og atelierbygningen i Malevik tog over 1938 blev der først under de isolerende krigsår at han fik tid og havde held med at finde et træsnit med naturlige gråtoner. 1940 kom de første rigtige tonede træsnit. Gunnar Jungmarker kaldte disse træsnit for grisailletræsnit efter fransks gris for grå.  Teknikken indebærer at man først afbalancerer gråstokke sorthed på eksempelvis avispapir. Når så næste tryk gøres med træstokken mod japanpapiret bliver resultatet forskellige gråtoner etc. Gråstokke kan være 1-4 stykker og er fremlagte ud af det blødere længdetræ (pæretræ). Til sidst trykkes nøglestokke samlende sorthvide motiver oven på de grå aftryk som en efter en er trykt over hinanden på japanpapiret. Nøglestokke er af endetræ, og er derfor meget hårdt. Nogen af Billmans tidlige grisailletræsnit som Fransk restaurant (1940) og Omkring en guitarspelerska (1942) blev omtalt allerede i midten af 1940'erne ved at Foreningen for Grafisk Kunst udgav grisailletræsnittene.

## Gennembruddet
I Konstrevy 1942:5-6 publiceredes, på digteren Gunnar Ekelöfs initiativ, nogle af Billmans illustrationer til Harry Martinsons digtsamling Nomade. Billman havde på eget ansvar startet illustreringen af Martinsons digtsamling. Ekelöf skrev i samme nummer af Konstrevy en skarpsynet introducerende artikel om Billman: "For den som med kunst forstår store pragtfulde, 'slående' duge har Torsten Billman ikke så meget at sige. Hans kunst tjener det enkle, tilbagesat, hjemløse i tilværelsen [...] Det er skibskammerater fra Nippon og andre både, mærkede af det hårde liv både i havne og ombord, der er interiører fra Eastendkroer hvor man må stifte bekendtskab med livets skyggesider. Hans kunst er imidlertid ikke nogen 'social' kunst af det arrogante, afficerende præg som vi havde så godt om, særlig på 20-30-tallet. Den er social, ikke igennem attitude eller tendens, men igennem en saglighed og en afslørende skarphed i menneskeskildringen som sommetider kan virke næsten brutal - frastødende men desværre sand. Alligevel er den altid båret af medfølelse. Aldrig af sentimentalitet. Den indebærer en enkel konstatering af: 'En sådan ser mennesket ud'. Men fra de hærgede træk og de gigt- og de arbejdsbrudte lemmer strømmer alligevel imod en en følelse af hvordan hun bør se ud og kunne se ud." 
1943-års illustrerede udgave af Nomade sammen med de mere og mere opsigtsvækkende træsnit/grisaille træsnittene og al fresco-malingen i Nya Sjömanshemmet i Gøteborg 1944 blev Torsten Billmans gennembrud for det store brede publikum.

## De store al fresco-malerier fra 1940'erne
Torsten Billman var helt uprøvet som al fresco-maler da han blev adspurgt af det Svenske Søfolkforbunds ombudsmand Knut Ring og kunsthistorikeren Carl Nordenfalk på Göteborgs konstmuseum (sidenhen chef for Nationalmuseum i Stockholm) hvis han ville påtage sig at dekorere højtidssalen i det nyopførte Nya Sjömanshemmet ved Masthugg-torvet 5 i Gøteborg. Billman som har set godt ud kendt som træsnitgrafiker og tuschillustrator i frimærkeformat fik mange at løfte på øjenbrynene da det stod klart at han skulle dekorere to vægge som sammen var næsten 20 meter.  1943 startede forberedelsesarbejdet med al fresco-malingen Til søfolkene - Havets arbejdere og efteråret 1944 var fresken klar. To vægge hvor kunstneren med det selvoplevedes autoritet fortæller om sømandslivet og søfartens historie ud fra søfolkenes perspektiv. Her findes de iskolde og glatte dæk når stormvindene pisker omkring dækket. Kullemperes hårde slid nede i varme kulbunkere med trillebør i en tæt sky af kulstøv og kul. Eller blandt fyrbødere i fyrrum ved ovnene i tropiske farvande. 
Næste al fresco-maling blev Samfundsudvikling som blev i 1947 fuldbyrdet i Gävle Folkets Hus. Billman fik opgaven igennem Nationalmuseums og folkebevægelsernes konkurrence om offentlig kunst, i forlængelse af udstillingen "God Kunst i Hjem og samlingslokaler", der freskeskitserne 1945 vundet første pris. Fresken gør nedslag omkring vigtige hændelser i den svenske samfundsudvikling - fra det industrielle gennembrud i 1870'erne indtil Anden Verdenskrigs slutning. Billman indleder med scener fra telefon- og jernbane-udbygningen i 1870'erne. Nedenfor ses nøglescenen i August Strindbergs roman Röda Rummet 1879 (på dansk i 1886) som repræsenterer Det Moderne Gennembrud i Sverige, hvor den belæste snedker i Vita bergen (Stockholm) udskælder borgerfruerne Homan og Falk under deres velgørenhedsturné i hovedstadens fattigkvarter. August Palms agitationsrejser omkring Sverige i 1880'erne. Yderligere, Sult- og militærdemonstrationerne 1917 og den efterfølgende stemmeretskamp som også munder ud i at kvinder får stemmeret i 1921. Fresken afsluttes med en scene ved siden af Torgny Segerstedt hvor politiske og jødiske flygtninge under Anden Verdenskrig ankommer i fritidsbåde til den svenske kyst (se redningen af de danske jøder). Billman går på tværs med det abstrakte efterkrigsmaleri på moden. I stedet rekapitulerer Billman trodsigt med sit hårdt figurative maleri en problematiserende og irriteret nærliggende svensk historie; idéarv og historiske erfaringer som kunstneren så skulle fortrænges da den teknokratiske samfundsopbygning efter krigen skulle tage fart.
1949 blev den store al frescomaling på 13,7 meter Omkring Smålands Taberg malet i Norrahammars Folkets Hus, om bygdens jernudvinding og støberier. Fresken er kunstnerens hyldest til arbejdets ære og anses af en del for Torsten Billmans mesterværk som al fresco-malere. 

## Bogillustrator
Med over 40 grisailletræsnit til Fjodor Dostojevskijs roman Forbrydelse og straf blev Billman kendt langt udenfor for kunstverdenen. Forlæggeren Gerard Bonnier (1917-1987) skrev om illustrationerne til Forbrydelse og Straf: "Jeg finder dem uden tvivl vare nogen af de bedste bogillustrationer, som er blevet lavet i Sverige i 1900-tallet."  Første oplag af Forbrydelse og Straf kom ud på Albert Bonniers forlag i 1948. Et forbedret oplag med 12 nye grisailletræsnit blev givet ud af Bonniers 1980 hvor grisailletræsnittene med moderne trykteknik blev gengivet mere retfærdigt. Til romanen Kusin Pons af Honoré de Balzac blev der lavet 12 grisailletræsnit; denne illustrering indeholdt også tuschtegninger og tuschlaveringer. Billmans 24 træsnit til dramaet Woyzeck af Georg Büchner er et andet eksempel på Billmans kongeniale evne til at finde den rigtige illustrationsstil til en litterær tekst. Kusin Pons og Woyzeck blev udgivet af Sällskapet Bokvännerna i 1961 respektive i 1970.

## Fresker til hjemstavnen
Torsten Billman gjorde også fresker til sin hjemstavn - Kungsbacka: Folk i Halland (1950) til Særøgården. En dag i den kloge Valldapræstens liv (1958) for Toråsskolan i Vallda. Hans sidste freskemaling var Slæps gamle kirke (1977) til Slæps kirke. Budskærsfresken til Kommunalarbejdernes feriehjem i Budskær blev klar til Gøteborgs-afdelingens 50-årjubilæum i 1953. Fresken blev ødelagt ved en brand den 4 december 1958.

## Nye opgaver og erkendtlighed
Billman lavede i 60'erne nogle omtalte grisailletræsnit som Mordet på Oswald (1964), Warrenkommissionen (1964) som blandt andet blev rost af Bertrand Russell for sin klarsynthed.  Videre, det af samlere efterstræbte blad Mozarts begravelse (1965), Hvor Picasso boede (1967) for at nævne nogen. 1965 får Torsten Billman af regeringen Statens kunstnerbelønning (indkomstgaranti for kunstnere).
1971 gjorde Billman omslaget (et træsnit) til Folket i Bild/Kulturfronts første nummer 1972:1. Samme år tildeltes Torsten Billman Prins Eugen-medaljen " for fremstående kunstnerisk gerning".

## Lærer på Valands malerskole
Torsten Billman blev lærer på Valand malerskole på elevernes initiativ. 1974 var han alternerende faglærer i maleri. Fra efteråret 1974 til foråret 1975 var han faglærer i grafik. Billman fik i foråret 1975 stadig større problemer med synet på venstreøjet, på grund af grøn stær, og blev tvunget til at afslutte sin lærergerning i fortid. Torsten Billmans arbejderbaggrund med sin ubundne, radikale politiske holdning gav inspiration til en akademisk indstillet kunstnergeneration med dårlige arbejdslivserfaringer.

## Upublicerede illustrationer udgives
1978 blev hans upublicerede tegninger og laveringer fra midten af 50'erne til Dødsskibet af B. Traven udgivet på Bokförlaget Atlantis. 1979 udgav forlaget også hans tuschtegninger til August Strindbergs Sagor. Et år efter kunstnerens død, 1990, blev hans tuschtegninger (fra 1958-1968) publiceret til Franz Kafkas Slottet på Carlsson Bokförlag.

## Tidsbilder i Göteborgs-Posten og Dagens Nyheter
I årene 1979-1988 fandtes, ind i mellem, Billmans ekspressive Tidsbilder på kultursiden i Göteborgs-Posten og Dagens Nyheter. Emnet var ofte dyrplagerier - menneskets profitsult, ligegyldighed, uvidenhed og til og med grusomhed mod den som mangler en stemme. (Se også Satirarkivet: Djurexprimenterare.)